# Pałac w Turwi
Pałac w Turwi – barokowy pałac rodziny Chłapowskich, zlokalizowany w Turwi, w gminie Kościan. Jednym z jego właścicieli (w latach 1815–1879) był gen. Dezydery Chłapowski, współtwórca pracy organicznej i jeden z kreatorów nowoczesnego rolnictwa wielkopolskiego.
W pałacu były kręcone zdjęcia do polskiego serialu historycznego „Najdłuższa wojna nowoczesnej Europy” w reżyserii Jerzego Sztwiertni, wyprodukowanego przez Telewizję Polską w latach 1979–1981.

## Historia
Obiekt pochodzi z lat 1760–1770. Wybudowany został przez Ludwika Chłapowskiego, jako dwupiętrowy pałac, a później przebudowany w latach 1780, 1820–1830 i w początkach XX wieku. Wszystkie te przebudowy spowodowały, że budowla ma charakter stylowo mieszanej, z dominującą, centralną częścią o formach barokowych i silnym akcentem neogotyckim, w postaci masywnej, niewysokiej wieży. Najokazalsze wnętrza umieszczono na piętrze, tworząc tzw. piano nobile – piętro reprezentacyjne. Wystrój wnętrz zaprojektował zapewne Ignacy Graff z Rydzyny. 
W latach 1847–1848 dobudowano do pałacu kaplicę NMP Niepokalanie Poczętej w stylu neogotyku angielskiego. Łączy się ona z pałacem specjalną galerią. Wewnątrz znajduje się wizerunek Madonny w stylistyce charakterystycznej dla renesansowej rodziny Della Robbia. 
W czasie II wojny światowej pałac został zajęty przez Niemców. Nie ucierpiał w wyniku działań wojennych, jednak później ulokowano w nim siedzibę PGR-u i w ciągu 5 lat pałac został całkowicie zdewastowany. W pierwszej połowie lat 50. został przekazany Polskiej Akademii Nauk. Funkcjonował jako Stacja Badawcza Instytutu Środowiska Rolniczego i Leśnego PAN. Po likwidacji tego instytutu, od jesieni 2022 r. właścicielem pałacu wraz z parkiem został Instytut Chemii Bioorganicznej PAN.

## Park
Park pałacowy zaaranżowany został w XVIII w. przez francuskiego projektanta Augustyna Denizota (1836–1910), twórcy innych rezydencjonalnych ogrodów w Wielkopolsce. Ma powierzchnię 22 ha. Na jego terenie rosną liczne drzewa pomnikowe, m.in. dęby o obwodach 700 i 780 cm (ten drugi ma na imię Dezydery). W 1992 r. wszedł w skład utworzonego wówczas Parku Krajobrazowego im. gen. Dezyderego Chłapowskiego. Atrakcją parku są śnieżyce, masowo kwitnące wiosną.

## Upamiętnienia
Przed rezydencją stoi głaz pamiątkowy ku czci gen. Dezyderego Chłapowskiego. Pod galerią łączącą pałac i kaplicę NMP znajduje się figura św. Józefa oraz tablica pamiątkowa ku czci Zdzisława Wilusza (29.12.1906–31.3.1963), agronoma, kierownika tutejszej stacji doświadczalnej, oficera Wojska Polskiego i AK w latach 1939–1945 i partyzanta Zamojszczyzny.